# Campo di concentramento di Bergen-Belsen
Il campo di concentramento di Bergen-Belsen (o comunemente Belsen) era un campo di concentramento nazista situato nella bassa Sassonia, a sud-est della cittadina di Bergen, vicino a Celle. Adibito fino al 1943 unicamente a campo per prigionieri di guerra, negli anni che seguirono vi vennero internati anche ebrei, criminali comuni, prigionieri politici, zingari, omosessuali e Testimoni di Geova. I prigionieri russi furono isolati in una apposita sezione del campo. Tra il 1943 e il 1945 si stima che circa 50 000 persone morirono nel campo, di cui oltre 35 000 di tifo nei primi cinque mesi del 1945.

## Storia

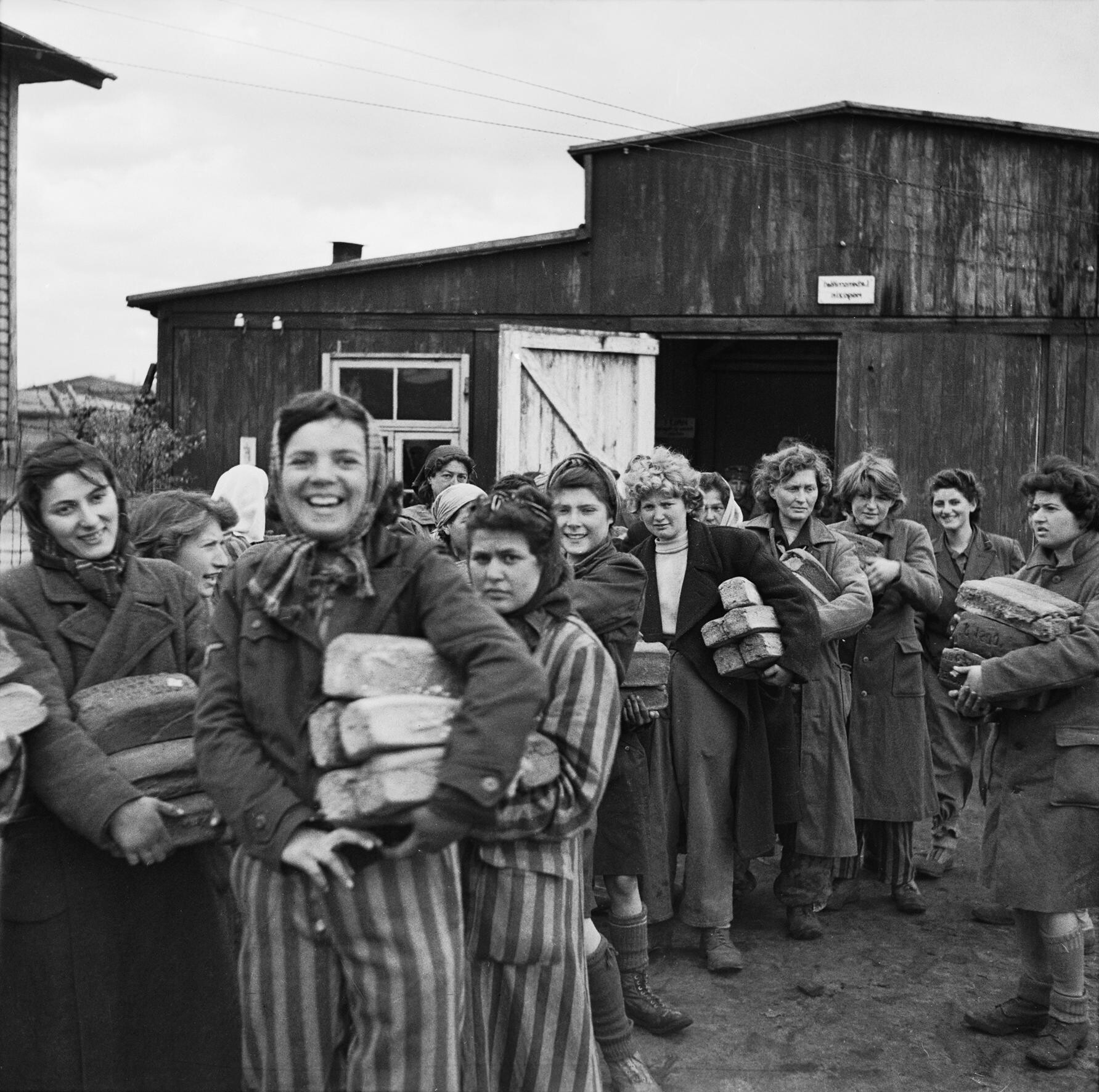
Donne sopravvissute a Bergen Belsen, aprile 1945

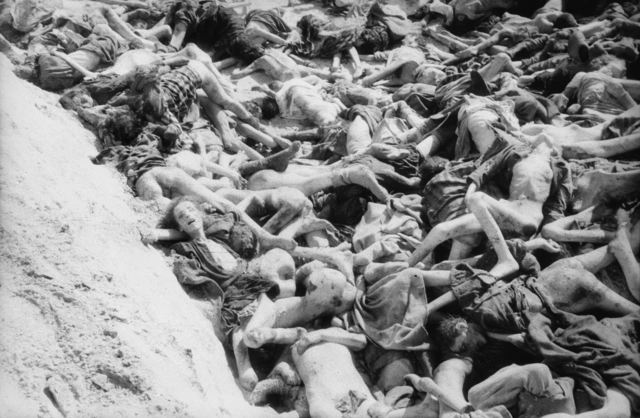
Corpi in una fossa comune di Bergen-Belsen

### Campo per prigionieri di guerra (1940-45)
Il campo di Bergen-Belsen fu aperto nel 1940 come campo per prigionieri di guerra con il nome Stalag 311 o Stalag XI-C e rimase tale in modo esclusivo fino al 1943. All'inizio vi furono rinchiusi circa 600 prigionieri di guerra francesi e belgi, ma a partire dal luglio del 1941 vi erano già più di 20 000 prigionieri di guerra sovietici. Quasi nessuno di questi prigionieri russi, che furono tenuti accampati all'aperto in condizioni durissime, sopravvisse. Entro la primavera del 1942 circa 14 000 di essi erano già morti per il freddo, la fame e le malattie.
Quando nell'aprile del 1943 fu aperto il contiguo campo di concentramento i restanti prigionieri russi furono eliminati o deportati, mentre i francesi e i belgi furono trasferiti a Bad Fallingbostel. Alla fine le vittime sovietiche, sepolte in un piccolo cimitero a poca distanza dal campo, furono circa 20 000.
Rimase attivo solo un piccolo ospedale per nuovi prigionieri di guerra. Dopo il luglio 1944 vi furono ospitati anche circa 800 internati militari italiani. Il campo di prigionia fu completamente smantellato nel gennaio 1945 per ampliare il contiguo campo di concentramento.

### Campo di concentramento (1943-1945)
Nell'aprile 1943 una porzione del campo passò sotto il comando delle SS come campo di concentramento per ebrei, rom, politici, criminali, omosessuali e Testimoni di Geova.
Il campo aveva due sezioni distinte: il campo residenziale (Aufenthaltslager) e il campo di detenzione (Häftlingslager).
Primo comandante del campo fu il capitano delle SS Adolf Haas, cui succedette nel dicembre del 1944 il SS-Hauptsturmführer Josef Kramer, precedentemente in servizio ad Auschwitz-Birkenau.

#### Il campo residenziale (Aufenthaltslager)
Il campo residenziale (Aufenthaltslager) fu concepito come campo per prigionieri ebrei che dovevano essere scambiati con internati civili tedeschi all'estero. Si trattava di ebrei con passaporto straniero o parenti di ebrei prigionieri di guerra e come tali sottoposti alle regole della Convenzione di Ginevra o semplicemente di ebrei che si volevano usare come "merce di scambio".
Il campo residenziale (Aufenthaltslager) nel tempo avrà 4 sottosezioni: il "campo speciale" (Sonderlager), il "campo neutrale" (Neutralenlager), il "campo stella" (Sternlager), e il "campo ungherese" (Ungarnlager), ciascuno inteso per gruppi diversi di ebrei, destinati almeno nelle intenzioni allo scambio.
Il primo gruppo di 2.300-2.500 ebrei giunse nel Sonderlager dalla Polonia nel luglio 1943. Il 21 ottobre 1943, 1.800 di loro furono inviati a morire ad Auschwitz; altri due piccoli gruppi partirono con identica destinazione nel febbraio 1944 (200 persone) e nel maggio 1944 (147 persone).
Nel Neutralenlager furono ospitati alcune centinaia di ebrei che erano cittadini di nazioni neutrali (Spagna, Portogallo, Argentina, Turchia). Il primo trasporto giunse il 13 agosto 1943. Il 3-7 febbraio 1944, 365 prigionieri furono liberati e consegnati alle autorità spagnole.
Lo Sternlager fu formato il 15 settembre 1943 da 4 000 ebrei in prevalenza olandesi, provenienti dal campo di transito di Westerbork (ma anche francesi, belgi, nordafricani, etc.). I prigionieri di questa sezione erano soggetti al lavoro coatto ma non indossavano l'uniforme del campo ma la stella di David (da qui il nome del campo). Piccoli gruppi di essi furono oggetto di scambio: 222 furono liberati per raggiungere la Palestina il 29 giugno 1944, e 136 partirono per la Svizzera il 21 gennaio 1945.
Lo Ungarnlager fu creato il 9 luglio 1944 per ospitare un gruppo di oltre 1.600 ebrei ungheresi giunti al campo a bordo del cosiddetto treno di Kastner. Il 18 agosto Heinrich Himmler permise a 300 di loro di raggiungere la Svizzera in cambio del pagamento di valuta straniera. I rimanenti 1.300 partiranno per la stessa destinazione il 4 dicembre con le stesse condizioni. Pochi giorni dopo, un altro gruppo di 4.200 ebrei ungheresi giunse al campo, ma non si trovò un accordo per il loro invio in Svizzera.
In totale furono almeno 14.700 i prigionieri ebrei giunti nello Aufenthaltslager a Bergen-Belsen nel corso del 1943 e 1944. Di questi circa 2.560 saranno effettivamente liberati per scambio. Molti moriranno a Bergen-Belsen per fame o malattia; altri furono trasferiti ad Auschwitz o altri campi. Tra il 6 e l'11 aprile 1945, si decise di evacuare i circa 7 000 prigionieri rimasti in vita inviandoli al campo di concentramento di Theresienstadt con tre convogli. Solo uno dei treni di Bergen-Belsen (il secondo) raggiungerà la destinazione prevista, il primo sarà intercettato dalle truppe americane presso Magdeburgo, il terzo vagherà per circa due settimane per i territori della Germania, spingendosi sempre più a est fino ad essere liberato dalle truppe sovietiche nei pressi della cittadina tedesca di Tröbitz. Alcune centinaia di persone moriranno nel corso di questi trasporti, ma la maggioranza sopravviverà fino alla liberazione.

#### Il campo di detenzione (Häftlingslager)
Il campo di detenzione (Häftlingslager) doveva servire invece come campo di prigionia. Nel tempo il campo avrà quattro sottosezioni, ad ospitare diversi gruppi di prigionieri: il "campo di convalescenza" (Erholungslager), la "tendopoli" (Zeltlager), il "campo piccolo delle donne" (Kleines Frauenlager), e il "campo grande delle donne" (Grosses Frauenlager).
All'inizio vi furono rinchiusi circa 500 prigionieri non ebrei, provenienti da altri campi di concentramento con lo scopo di costruire le strutture del complesso. Terminato il loro lavoro i prigionieri furono trasferiti nel febbraio 1944 al campo di concentramento di Sachsenhausen.
Nel marzo 1944 il campo cominciò a funzionare come campo di transito per il "recupero" (Erholungslager) e la selezione di lavoratori, provenienti da altri campi di lavoro, per essere poi ridistribuiti - almeno in teoria - in altri campi. In realtà nella maggior parte dei casi i prigionieri malati e sfiniti, lasciati senza cure adeguate, giungevano al campo solo per morirvi.
Nell'agosto del 1944 fu formata una tendopoli per donne (all'inizio in maggior parte polacche non-ebree) che passavano dal campo per essere quindi distribuite nelle fabbriche di armamenti della Germania. Con l'avanzata delle truppe sovietiche sul fronte orientale, il campo divenne sempre più uno dei terminali principali dell'evacuazione dei prigionieri dai campi di concentramento della Polonia. Già nel novembre 1944 vi risiedevano circa 8 000 donne evacuate da Auschwitz, la maggior parte delle quali erano ebree, a formare il cosiddetto Kleines Frauenlager. Tra queste prigioniere vi erano anche Anna Frank e la sorella Margot Frank.
Nel dicembre 1944 Luba Tryszynska, un'infermiera ebrea giunta da Auschwitz, riuscì a convincere le autorità del campo a costituire una speciale "casa dei bambini" (Kinderbaracke), che ospitò fino alla liberazione in un ambiente relativamente protetto tre gruppi di bambini, provenienti rispettivamente dall'Olanda, dalla Slovacchia e dalla Polonia. In tutto vi trovarono rifugio un centinaio di bambini ebrei di età inferiore ai 14 anni, oltre ad un gruppetto di partorienti.
Il crescente afflusso dei prigionieri da altri campi portò nel frattempo nel gennaio 1945 allo smantellamento del campo per prigionieri di guerra e al suo inglobamento all'interno del campo di concentramento. Le baracche furono utilizzate a formare il Grosses Frauenlager, accogliendo prigioniere evacuate da Flossenbürg, Gross-Rosen, Ravensbrück, Neuengamme, Mauthausen, Buchenwald e vari alti campi minori.
Negli ultimi mesi la situazione nel campo andò completamente fuori controllo. Il collasso del fronte orientale portava masse sempre più ingenti di prigionieri a riversarsi in Germania; i prigionieri, uomini e donne, vi giungevano sempre più numerosi e in condizioni sempre più precarie dopo estenuanti viaggi di trasferimento. Il numero degli internati al 1º dicembre 1944 era di 15 257; il 1º febbraio 1945 il numero era salito a 22 000; al 1º marzo a 41 520; al 1º aprile 43 042 e al 15 aprile a circa 60 000.
Il sovraffollamento portò al completo collasso delle strutture logistiche del campo: non c'era cibo né acqua potabile sufficienti per tutti. La situazione igienica e sanitaria precipitò, provocando un aumento esponenziale dei morti per malattia (soprattutto tifo) e malnutrizione in un campo originariamente programmato per ospitare 10 000 persone.

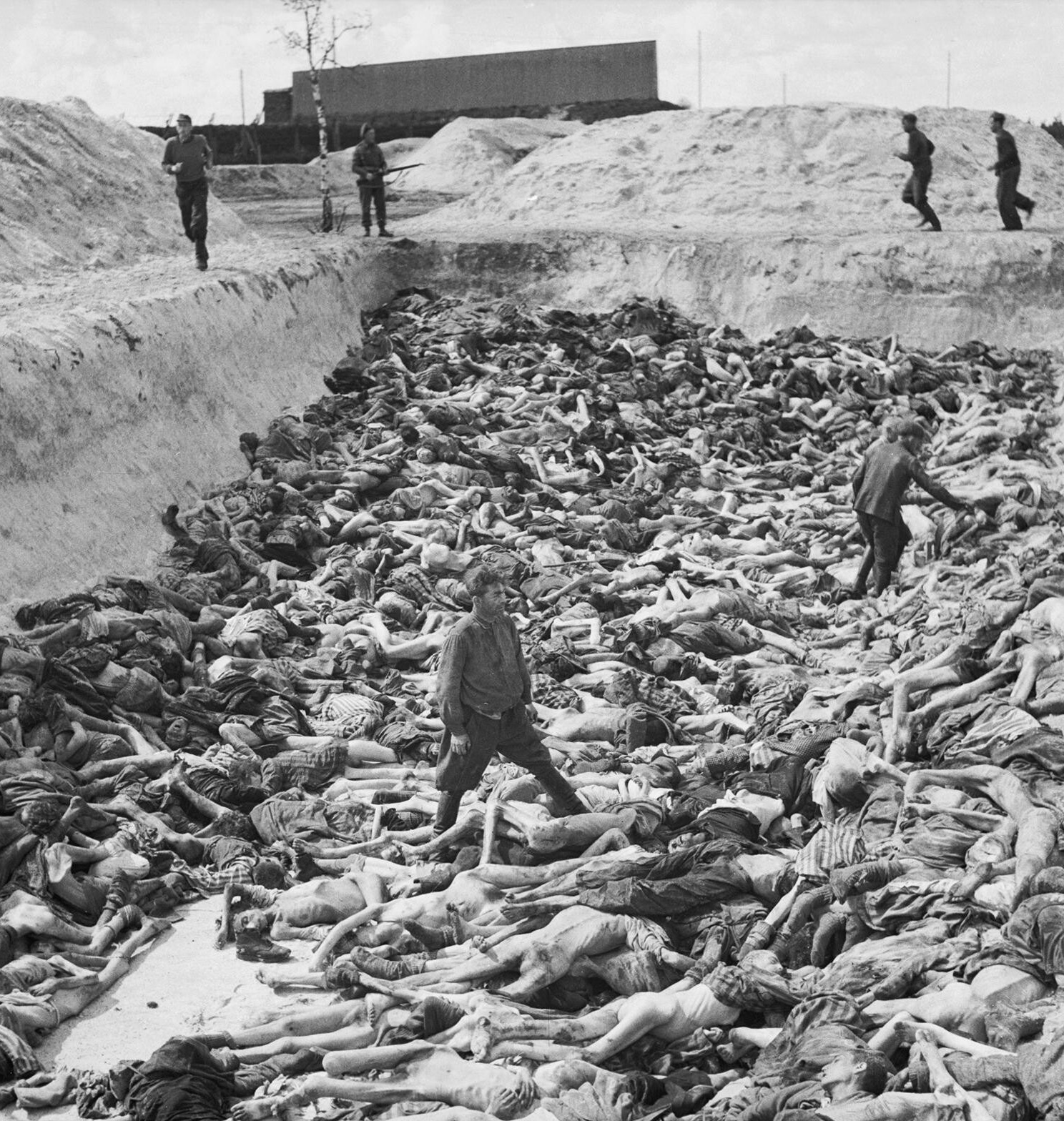
Il Dott. Fritz Klein in una fossa comune di Bergen Belsen

Il numero dei morti passò da 7 000 del mese di febbraio a oltre 18 000 nel mese di marzo. Nel campo di Bergen Belsen vi era un solo forno crematorio, per cui i morti venivano normalmente sepolti in fosse comuni, ma il numero dei morti ben presto superò i tempi e le capacità di sepoltura.

### La liberazione del campo (15 aprile 1945)
Quando gli inglesi e i canadesi della 11ª Divisione Corazzata dell'esercito britannico sotto il comando di Bernard Montgomery liberarono il campo il 15 aprile 1945 si trovarono di fronte ad uno spettacolo orrendo. Vi trovarono circa 60 000 prigionieri, una gran parte dei quali moribondi o in pessime condizioni di salute, e migliaia e migliaia di corpi insepolti o accatastati all'interno e nei pressi del campo.
Le strutture del campo di Bergen-Belsen dovettero essere bruciate con i lanciafiamme dagli inglesi stessi per combattere l'epidemia di tifo e l'infestazione da pidocchi. Ci vollero settimane a riportare la situazione sotto controllo, settimane durante le quali non si riuscì ad evitare la morte di oltre 13 000 ex-prigionieri, ormai troppo debilitati per sopravvivere. Una speciale cerimonia segnò il 21 maggio 1945 la distruzione delle ultime baracche del campo.
La liberazione del campo ebbe vastissima eco nell'opinione pubblica inglese e americana. Le immagini dei cadaveri insepolti e delle migliaia di persone moribonde furono pubblicate con grande rilievo sulla stampa, mentre le interviste ai sopravvissuti svelarono in modo inequivocabile la brutalità dei campi di concentramento nazisti.
Nel luglio 1945, circa 6 000 persone furono inviate per convalescenza dalla Croce Rossa in Svezia. Oltre 11 000 affollarono il campo profughi allestito dagli alleati nelle vicinanze del campo.

### Il Campo profughi di Belsen (1945-1951)
Dopo la liberazione, le forze di occupazione alleata stabilirono nelle vicinanze, in edifici che appartenevano ad una scuola militare tedesca, un campo profughi che accolse inizialmente più di 11 000 sopravvissuti. Il campo, il più importante operante in Germania, rimase aperto fino al 1951, accogliendo per periodi più o meno lunghi un totale di oltre 50 000 persone. Le buone condizioni del campo, favorirono il ritorno alla vita per le migliaia di superstiti dell'Olocausto. Vi operava fin dal luglio 1945 una scuola primaria, che nel 1948 aveva più di 300 studenti. Nel dicembre 1945 si aprì anche una scuola superiore, e quindi un asilo e anche una scuola religiosa. Si arrivarono a celebrare anche 20 matrimoni alla settimana. Si calcola che furono 2 000 i bambini nati in quei 5 anni nel campo profughi. La maggior parte dei residenti nel campo emigrarono in Israele, altri negli Stati Uniti o Canada. Gli ultimi residenti partirono nell'agosto del 1951.

## Numero delle vittime
Bergen-Belsen non era un campo di sterminio, non vi esistevano camere a gas né vi furono programmate esecuzioni di massa. Ciò nonostante i morti al campo furono oltre 70 000.
20 000 è ufficialmente il numero dei soldati sovietici morti nel campo di prigionia tra il 1941 e il 1943 (ma furono probabilmente molti di più).
I morti nel campo di concentramento tra il 1943 e il 1945 furono circa 50 000. La maggioranza di loro furono ebrei di Boemia e Moravia, e polacchi, ma anche omosessuali, cattolici, zingari e Testimoni di Geova. 36.400/37.600 di essi morirono di stenti o malattia tra il maggio 1943 e l'aprile 1945, cui si aggiungono più di 13 000 persone, troppo deboli e malate per poter essere salvate, le quali perirono nei giorni immediatamente successivi alla liberazione.
Il computo totale non considera le migliaia di prigionieri che dal campo furono inviati a morire altrove.

## I processi
Molti ufficiali SS del campo furono catturati e processati al Processo di Belsen. Con questo processo il mondo vide per la prima volta Irma Grese, Elisabeth Volkenrath, Juana Bormann, Fritz Klein, Josef Kramer e il resto delle SS (uomini e donne) che servirono a Mittelbau-Dora, Ravensbrück, Auschwitz I, II, III e Neuengamme.
Molte delle carceriere avevano servito nei sottocampi di Neusalz e Langenleuba del Campo di concentramento di Gross-Rosen e in quello di Groß Werther a Dora-Mittelbau.

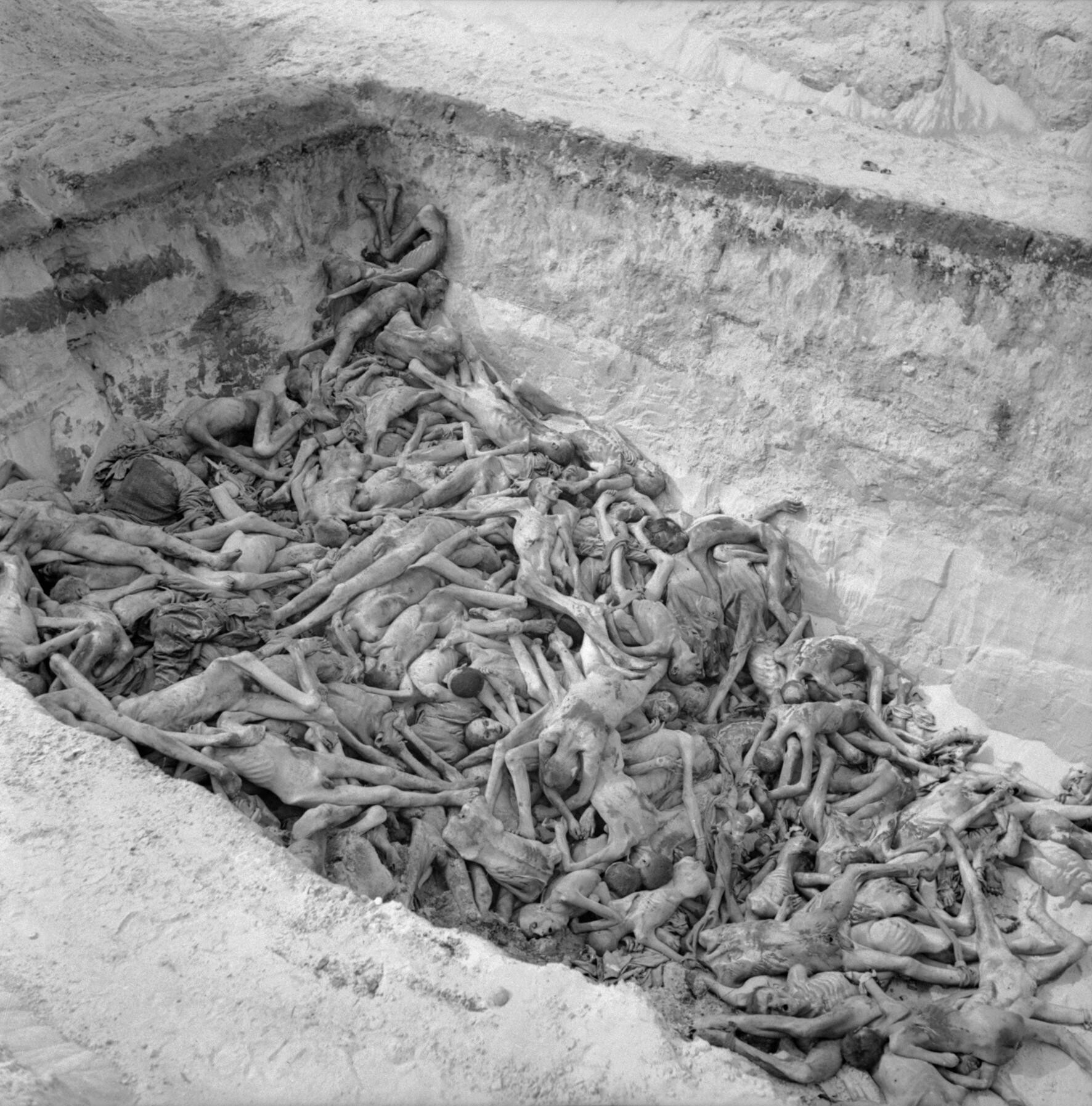
Corpi in una fossa comune di Bergen Belsen

## La memoria
Il luogo dove esisteva il campo è oggi aperto al pubblico; a rappresentare le atrocità commesse è stato costruito un monumento e la “Casa del silenzio” per riflettere. Attaccato al campo vi era il Truppenlager Bergen Belsen, che rimase in funzione anche nei decenni del dopoguerra.

## Persone legate al campo

### Vittime
- Hélène Berr (1921-1945)
- Anna Frank (1929-1945)
- Margot Frank (1926-1945)
- Walter Landauer (1902-1944), editore tedesco
- Josef Čapek (1887-1945), pittore e scrittore ceco
- Jean Maurice Paul Jules de Noailles (1893-1945), sportivo e partigiano francese
- Gino Parin (1876–1944), pittore e scrittore italiano

### Superstiti
- Francesco Paolo Grasso[18], nato a Randazzo (CT) il 26 Settembre 1914 e ivi deceduto il 6 Giugno 1997. Geniere Telegrafista. Fatto prigioniero in Grecia dopo l'8 Settembre 1943, dagli ex-alleati tedeschi, fu spedito nel campo di Bergen-Belsen. Liberato nel 1945 dagli Inglesi ritornò in Sicilia nello stesso anno, dove si ricongiunse con la sposa, Francesca Papotto e il figlio Fernando Antonino. Se da un lato il mestiere di barbiere gli aveva salvato la vita durante i mesi di prigionia, dall'altro lato le precarie condizioni economiche di chi esercitava questo lavoro lo costrinse nel 1965 a ritornare in Germania come Gastarbeiter. Il 2 Novembre del 2013, nei pressi del campo di Dachau[19], il suo figlio primogenito Dr. Fernando Antonino Grasso[20], ha ricevuto dalle mani dell'allora Console Generale d'Italia, Barone Filippo Scammacca del Murgo e dell'Agnone, la Medaglia d'Onore destinata agli ex Deportati nei Campi di Concentramento nazisti. Presente alla Cerimonia, oltre a numerose Autorità Civili e Religiose,  l'allora Presidente della Conferenza Episcopale Tedesca, Card. Reinhard Marx.
- Jona Oberski, salvo assieme alla sua amica Simona (il vero nome era Trude).
- Uri Orlev, pittore israeliano.
- Angelo Gatto, pittore
- Arianna Szörényi, una delle più note bambine italiane deportate ad Auschwitz-Birkenau e sopravvissuta. Aveva solo undici anni quando insieme alla sua famiglia giunse al campo. La piccola fu immatricolata con il numero 89219 e fu immediatamente separata da tutti i componenti della sua famiglia. Nel 1944 inclusa in una delle marce della morte venne prima internata a Ravensbrück e poi a Bergen-Belsen fino alla liberazione del campo da parte degli alleati.
- Angelo De Faveri Storico Mottense autore del volume  Le vicende di Motta di Livenza nel secolo successivo allo Studio storico del Lepido Rocco: 1878-1988, Zoppelli editore.
- Settimia Spizzichino, unica donna sopravvissuta al rastrellamento del ghetto di Roma
- Anita Lasker-Wallfisch (n.1925), violoncellista tedesca
- Shaul Ladany (n.1936), atleta
- Oscar Marsilii, nato in America. Quando la sua famiglia si è trasferita in Italia andò a Rimini. Soldato italiano preso prigioniero in Grecia e portato nel campo di Bergen-Belsen. Sopravvissuto.
- Michele Montagano (n.1921, Casacalenda (CB)), sottotenente e membro dei 44 eroi di Unterlüss
- Dita Kraus (n.1929 Praga) scrittrice Ceca e moglie di Otto B. Kraus

## Nella cultura di massa
- Memorandum, (1965)
- Il gatto dagli occhi di giada, (1977)
- Jona che visse nella balena, (1993)
- La storia di Anna Frank, (2001)
- The Relief of Belsen, (2007)
- Mi ricordo Anna Frank, (2009)
- Night Will Fall, (2014)
- Anna Frank, la mia migliore amica (2021)

## Curiosità
- Il gruppo punk inglese Sex Pistols ha composto una canzone intitolata Belsen Was a Gas, canzone che fu fonte di problemi per i Sex Pistols, accusati di anti-semitismo.